# 안테로스

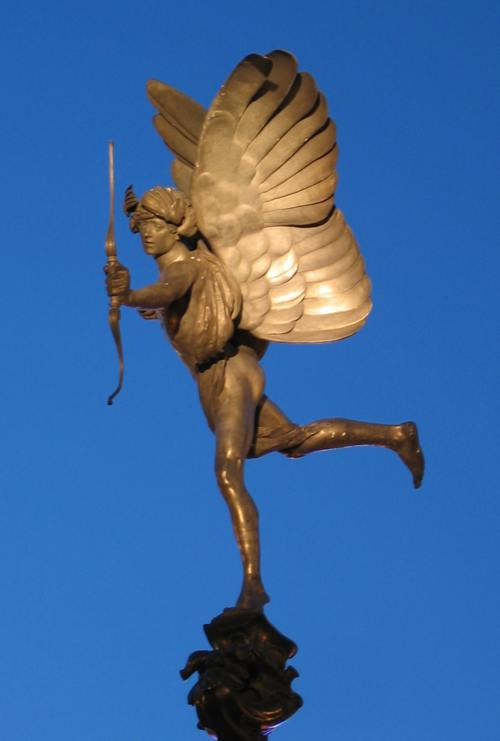
피카디리 서커스 섀프츠베리 메모리얼 분수에 세워진 알프레드 길버트의 《안테로스》, 1893년작.

그리스 신화에서 안테로스(고대 그리스어: Ἀντέρως)는 응답하는 사랑을 상징하는 남신이다.
안테로스는 아레스와 아프로디테의 아들이자 에로스의 외로움을 달래주는 놀이 친구인데, 이것은 사랑의 번영을 위해서는 응답을 받아야만 한다는 뜻으로 풀이된다. 다른 원전에서는 포세이돈과 네리테스 간의 서로에 대한 사랑에서 생겨났다고도 전해진다. 안테로스는 육체적인 부분에서 에로스와 모든 면에서 비슷한 모습이지만, 긴 머리와 깃털이 달린 나비 날개를 달고 있는 것으로 묘사된다. 또한, 황금으로 된 곤봉과 납으로 된 화살로 무장하고 있는 것으로도 묘사된다.
안테로스는 에로스와 함께 날개 달린 사랑의 남신 에로테스 중 한 명으로, 에로테스는 날개를 단 영원한 소년의 모습으로 아프로디테나 그녀의 여신들과 함께 다닌다.
안테로스의 제단은 아테네의 메틱들이 메틱 티마고라스가 시민 멜레스에게 거절 당한 사랑을 기념하기 위해 세웠다. 티마고라스의 사랑의 선언을 들은 젊은 청년은 그를 조롱하며 큰 바위 꼭대기에서 뛰어내려 보라고 명령했다. 티마고라스가 죽자 멜레스는 회개하고 같은 바위에서 몸을 던져 스스로 목숨을 끊었다.
플라톤은 감정의 본질을 묘사하면서 이것이 다른 사람에 대한 크나큰 사랑의 결과라고 주장하였다. 아름다움에 영감을 받은 연인은 신성한 사랑으로 가득 차 있으며 "돌아온 사랑으로 사랑받는 이의 영혼을 채운다". 결과적으로, 이 사랑은 비록 우정으로만 언급되지만, 사랑받는 이는 연인과 사랑에 빠진다. 두 사람은 떨어져 있을 때 고통을, 함께일 때 안도감을 느낀다. 연인 감정의 거울상은 안테로스, 혹은 "역사랑"이다.
안테로스는 런던 피카딜리 서커스의 섀프츠베리 메모리얼 분수의 주제로, 가난한 자들에 대한 섀프츠베리 백작의 이타적이고 자선적인 사랑을 상징한다. 때때로 기독교 자선의 천사라는 이름으로 불리기도 하며, 에로스로 잘못 알려져 있기도 하다.

## 참고 자료
- Stephenson, Craig E. (2011). 《Anteros: A forgotten myth》. New York. ISBN 978-0-415-57230-9.